# Jasper Demollin
Jasper Demollin (Margraten, 14 maart 1991) is een Nederlandse acteur, presentator en zanger. Hij is vooral bekend als lid van Streetlab.

## Biografie
Demollin, opgegroeid in Utrecht, behaalde zijn vwo-diploma en deed vanaf 2011 de filmacteursopleiding bij FAAAM in Amsterdam, waar hij in 2014 afstudeerde. Samen met jeugdvrienden Stijn van Vliet, Daan Boom en Tim Senders begon hij al op jonge leeftijd met het filmen van sociale experimenten, waaruit in 2014 Streetlab ontstond. In 2013 vormden zij al het collectief 'Klapstoel', dat onder andere het televisieprogramma Zo voor Veronica maakte. Vanaf 2021 presenteert hij samen met Boom en Tobias Camman de FOMO Show.
Demollin is zanger en gitarist van de Utrechtse indierockband FRIARS en vormt samen met Boom de Tante Joke Karaoke Band.

## Werkzaamheden
Acteur
- 2013: The Last Inquisitors
- 2014: Fashion Planet
- 2014: The Last Man
- 2014: Lisa
- 2014: Flikken Maastricht (gastrol)
- 2015: Ikjijhijzij[1]
- 2015: Mooiboys
- 2015: Klootzakken (Rob)
- 2017: Nieuwe tijden (Pim Swart)
- 2018: Jeuk
- 2018-2019: All Stars (Paul)[4]
- 2022: Hart op de juiste plek (Ricardo)
- 2022: Sinterklaasjournaal (politieagent)

Presentator
- 2014-2021: Streetlab (KRO-NCRV)
- 2017: Hotel Romantiek (KRO-NCRV)
- 2021-heden: FOMO Show (KRO-NCRV)
- 2024-heden: Zin in morgen (KRO-NCRV)

Podcast
- 2022-heden: De Stijn, Tobi en Jeppe Show (Podimo), met Stijn van Vliet en Tobias Camman[5]

Kandidaat
- 2016: Ik hou van Holland, in Team Jeroen met Loes Haverkort en Tygo Gernandt
- 2018: De Jongens tegen de Meisjes, in Team Tijl met Domien Verschuuren en Urvin Monte
- 2021: Expeditie Robinson
- 2021: Locatie Onbekend, in Team Jasper, Stijn & Tim
- 2022: De Invasie van België, met Tim Senders
- 2023: Marble Mania, met Daan Boom en Tobias Camman
- 2023: Secret Duets, secret singer
- 2023: De Kluis, met Daan Boom en Tobias Camman
- 2023: Top 2000 Quiz, met Eva Koreman
- 2024: Say Whut!?, met Tobias Camman
- 2024: Waku Waku